# Trzy źródła i trzy składniki marksizmu
„Trzy źródła i trzy składniki marksizmu” (ros. Три исто́чника и три составны́х ча́сти маркси́зма) – tytuł artykułu W. I. Lenina, który zawiera zwięzłą analizę historycznych korzeni, istoty i struktury marksizmu. Został napisany w związku z 30. rocznicą śmierci K. Marksa. Po raz pierwszy artykuł opublikowano w partyjnym czasopiśmie prawniczym SDPRR „Proswieszczenije” (1913, nr 3).
Jeden z ulubionych cytatów, używanych w sowieckich materiałach propagandowych (hasła, plakaty, napisy na pomnikach itp.), pochodzi właśnie z tego artykułu Lenina, w którym stwierdził: „nauka Marksa jest wszechmocna, ponieważ jest słuszna”.

## Streszczenie artykułu
We wstępie Lenin, polemizując z przeciwnikami, którzy przedstawiają marksizm jako rodzaj „sekty” stojącej „z boku głównej drogi rozwoju cywilizacji światowej”, pokazuje, że nauka Marksa „powstała jako prosty i bezpośredni dalszy ciąg nauki najwybitniejszych przedstawicieli filozofii, ekonomii politycznej i socjalizmu”, jako „prawowitego spadkobiercę tego, co ludzkość stworzyła w XIX wieku w postaci filozofii niemieckiej, angielskiej ekonomii politycznej, socjalizmu francuskiego”. Zgodnie z tym postrzeganiem za źródła marksizmu uważa się:
- niemiecką filozofię klasyczną;
- klasyczną angielską ekonomię polityczną;
- francuski socjalizm utopijny.

Pierwsza część artykułu poświęcona jest filozofii. Nakreślając podstawy filozofii marksistowskiej, Lenin skupia się na jej materialistycznym charakterze, zauważając, że stanowiła ona syntezę najlepszych osiągnięć materializmu francuskiego XVIII wieku oraz filozofii niemieckiego myśliciela Ludwiga Feuerbacha. Lenin definiuje dialektykę jako:
naukę o rozwoju w jej najbardziej wszechstronnej, głębokiej i wolnej od jednostronności postaci, naukę o względności wiedzy ludzkiej, dającej nam odbicie wiecznie rozwijającej się materii.
Druga część artykułu poświęcona jest doktrynie ekonomicznej Marksa. Idąc za nią, Lenin ocenia ekonomię polityczną Adama Smitha (głównego przedstawiciela kapitalizmu) i Davida Ricardo, którzy położyli podwaliny pod laborystyczną teorię wartości. Autor dostrzega, że Smith i Ricardo uważali prawa gospodarki kapitalistycznej za stałe (niezmieniające się), podkreśla że nie widzieli oni „relacji między ludźmi” poza stosunkami towarowymi „wymiana towaru na towar”, dlatego nie udało się odsłonić im istoty wartości dodatkowej.
Lenin badał więc stanowiska brytyjskich ekonomistów politycznych pod kątem studium wartości dodatkowej, która zdaniem autora posłużyła za podstawę wszechstronnej naukowej analizy formacji kapitalistycznej. Według autora jest to kamień węgielny marksistowskiej teorii ekonomicznej.
Trzecia część artykułu poświęcona jest marksistowskiej doktrynie socjalizmu. Zauważając, że przed Marksem najpoważniejszą krytykę kapitalizmu wysuwali utopijni socjaliści, Lenin krytykuje słabość ich argumentacji. Socjalizm utopijny „nie mógł wskazać rzeczywistego wyjścia. Nie umiał wyjaśnić istoty niewolnictwa najemnego przy kapitalizmie, ani odkryć praw jego rozwoju, ani znaleźć tej siły społecznej, która zdolna jest stać się twórcą nowego społeczeństwa (komunistycznego)”.
Lenin przeciwstawiał nauki utopijnych socjalistów z ekonomiczną teorią Marksa oraz jego idei walki klas. Według niego te teorie uzasadniały upadek kapitalizmu, a jednocześnie pomogły odkryć siłę, która miała stać się „grabarzem” tego systemu - co ma uczynić proletariat. Lenin uważał, że klasa ta, dzięki swojej pozycji społecznej, jest zdolna „stworzyć siłę zdolną do obalenia starego porządku i ustanowienia nowego”.

## Wpływ
Ze względu na swoją zwięzłość i dydaktyzm ten artykuł Lenina był jednym z fundamentalnych w systemie szkolnictwa średniego i wyższego w ZSRR. Jego treść studiowano na kursie „Historia” oraz „Wiedza o społeczeństwie” (od 8 do 10 klasy szkoły średniej), a w programach uczelni wyższych – w ramach kursów „Historia KPZR”, „Ekonomia polityczna” i „⁣Naukowy komunizm”. W swojej książce Revolutionary Strategy marksistowski teoretyk Mike Macnair wskazuje czartyzm jako czwarte źródło marksizmu, a jego ominięcie przez Lenina przypisuje zatraceniu demokratycznego republikanizmu przez Drugą Międzynarodówkę, oraz regresji politycznej brytyjskiego ruchu pracowniczego po 1871.